# Roanoke Dazzle 2002-2003
La stagione 2002-03 dei Roanoke Dazzle fu la 2ª nella NBA D-League per la franchigia.
I Roanoke Dazzle arrivarono secondi nella NBA D-League con un record di 26-24. Nei play-off persero la semifinale con i Fayetteville Patriots (2-0).

## Roster
| N° | Naz.                   | Ruolo | Sportivo         | Anno | Alt. | Peso |
| -- | ---------------------- | ----- | ---------------- | ---- | ---- | ---- |
|    | Stati Uniti (bandiera) | G     | Cory Alexander   | 1973 | 185  | 84   |
|    | Stati Uniti (bandiera) | A     | Terrence Shannon | 1979 | 201  | 84   |
|    | Stati Uniti (bandiera) | C     | Mikki Moore      | 1975 | 211  | 102  |
|    | Stati Uniti (bandiera) | A     | Jamal Robinson   | 1973 | 201  | 96   |
|    | Stati Uniti (bandiera) | AC    | Geoff Owens      | 1978 | 208  | 109  |
|    | Stati Uniti (bandiera) | G     | Mike King        | 1978 | 193  | 82   |
|    | Nigeria (bandiera)     | AC    | Gabe Muoneke     | 1978 | 201  | 113  |
|    | Stati Uniti (bandiera) | C     | Sah-u-Ra Brown   | 1979 | 211  | 100  |
|    | Stati Uniti (bandiera) | C     | Darrell Johns    | 1976 | 216  | 129  |
|    | Porto Rico (bandiera)  | G     | Richie Dalmau    | 1973 | 198  | 95   |
|    | Stati Uniti (bandiera) | A     | Cypheus Bunton   | 1972 | 201  | 91   |
|    | Stati Uniti (bandiera) | C     | Kareem Poole     | 1975 | 216  | 112  |
|    | Porto Rico (bandiera)  | G     | Val Brown        | 1980 | 185  | 79   |
|    | Stati Uniti (bandiera) | A     | Altron Jackson   | 1980 | 198  | 84   |
|    | Stati Uniti (bandiera) | G     | Larry Reid       | 1980 | 183  | 77   |
|    | Stati Uniti (bandiera) | C     | Eric Chenowith   | 1979 | 216  | 122  |
| 7  | Stati Uniti (bandiera) | A     | George Williams  | 1981 | 203  | 100  |

## Staff tecnico
- Allenatore: Kent Davison
- Vice-allenatore: Mike Brown